# Brüggen (Leine)
Brüggen er en by i det centrale Tyskland med godt 900 indbyggere (2012), beliggende under Landkreis Hildesheim i den sydlige del af delstaten Niedersachsen. 1. november 2016 blev  Banteln sammenlagt til  en bykommunen Gronau (Leine).  Den var en del af amtet (Samtgemeinde) Gronau .

## Geografi
Brüggen ligger øst for byen Elze mellem naturparkerne Naturpark Weserbergland Schaumburg-Hameln og Harzen ved floden Leine. I den sydøstlige ende af området ligger højdedraget Sieben Berge.
Tidligere udgjorde Brüggen en selvstændig kommune, men har siden 1. november 2016 været en del af samlingskommunen Gronau.